# جمعية بنين الوطنية
جمعية بنين الوطنية (بالفرنسية: Assemblée nationale )‏ هي الهيئة التشريعية في بنين، التي تأسست في 1 أبريل 1991، وتتكون من 83 مقعداً.